# Ghiacciaio Sjögren
Il ghiacciaio Sjögren (in inglese Sjögren Glacier) è un ghiacciaio lungo circa 20 km, situato sulla costa orientale della penisola Trinity, nella parte settentrionale della Terra di Graham, in Antartide. Il ghiacciaio fluisce in direzione sud-est a partire dall'altopiano Detroit, fino a entrare nell'insenatura di Sjögren, sulla costa del canale del Principe Gustavo, poco a sud del piede del ghiacciaio Boydell.

## Storia
Il ghiacciaio Sjögren è stato scoperto nel 1903, durante la spedizione antartica svedese conosciuta come Spedizione Nordenskjöld-Larsen, comandata da Otto Nordenskjöld, e chiamato "fiordo di Sjögren", in onore di uno dei finanziatori della spedizione. La vera natura di ghiacciaio della formazione fu determinata solo nel 1945 quando il ghiacciaio fu esplorato e mappato dal British Antarctic Survey, che all'epoca si chiamava ancora Falkland Islands and Dependencies Survey (FIDS).
Fino agli ultimi mesi del 1994, quando il ghiacciaio Sjögren ha iniziato a ritirarsi, dall'estremità costiera del  ghiacciaio partiva la lingua di ghiaccio omonima che si estendeva verso l'isola Persson, attraverso il canale del Principe Gustavo, per una lunghezza che variava tra gli 8 e i 10 km. Oggi quella formazione, mappata nel 1960-61 dal FIDS, è del tutto scomparsa.